# 小行星9368
小行星9368（9368 Esashi）是一颗绕太阳运转的小行星，为主小行星带小行星。该小行星于1993年1月26日发现。

## 轨道参数
小行星9368的轨道半长轴为2.3100417 UA，离心率为0.116。